# Serafima Mogilewskaja
Serafima Leonidowna Mogilewskaja  (ukrainisch Серафима Леонідівна Могилевська; russisch Серафима Леонидовна Могилевская; englische Transkription: Serafima Leonidovna Mogilevskaya, * 16. November 1915 in Odessa; † 4. Mai 2016 in Köln) war eine russische Pianistin und Musikpädagogin am Konservatorium von Odessa. Sie war die Mutter beziehungsweise Großmutter der Pianisten Jewgeni Mogilewski und Alexander Mogilewski. Sie lebte seit 1995 in Köln.

## Leben und Werk
Serafima Mogilewskaja wurde im November 1915 in die Familie des Dirigenten, Trompeters und Musikpädagogen Leonid Jakowlewitsch Mogilewski (1886–1950), Mitgründer und einer der ersten Professoren des Konservatoriums von Odessa, hinein geboren. Sie begann mit fünf Jahren das Klavierspiel zu erlernen. Mit sieben Jahren trat sie in die Musikschule von Odessa ein. Sie brach ihre musikalische Ausbildung, die sie zu mechanisch empfand, ab und absolvierte eine technische Ausbildung als Ingenieurin. Im Alter von 18 oder 19 Jahren wandte sie sich wieder der Musik zu und trat auf Fürsprache ihres Vaters in das Konservatorium von Odessa ein. Bereits in ihrer Studienzeit lernte sie Emil Gilels und Swjatoslaw Richter kennen. Mit Richter  verband sie ab diesem Zeitpunkt eine lebenslange Freundschaft. Zur gleichen Zeit lernte sie den Pianisten Gedeon Izrailewich Leizerovich (1910–1977), ihren späteren Ehemann, kennen. 1937 wechselte sie in die Klasse von Heinrich Neuhaus an das Moskauer Konservatorium. Leizerovich folgte ihr ans Moskauer Konservatorium und studierte bei Konstantin Igumnow. Mogilewskaja und Leizerovich heirateten dann in Moskau. 1941 schloss sie ihre Ausbildung mit der Empfehlung für ein Graduiertenstudium ab.
Der ausgebrochene Zweite Weltkrieg verhinderte solche Aufbaustudien und sie nahm zusammen mit ihrem Mann über fünf Jahre hinweg musikpädagogische Aufgaben in Aşgabat wahr. Nach dem Krieg kehrte das Ehepaar nach Odessa zurück. Beide übernahmen dort eine Lehrtätigkeit am Konservatorium. 1945 wurde der Sohn Jewgeni geboren. Sie unterrichtete diesen schon bald in Klavier nach ihrer Methode. Nach dessen Abschluss im Fach Klavier vertraute Serafima Mogilewskaja dessen weitere Ausbildung Heinrich Neuhaus an.
2010 veröffentlichte Serafima Mogilewskaja das autobiografische Werk Мысли о музыке и о себе („Gedanken über Musik und mich“). Sie brachte als Klavierpädagogin eine Reihe herausragender Pianisten wie Alexei Botvinov, F. Lyubarsky, Michael Legotsky und nicht zu vergessen ihren Sohn Jewgeni Mogilewski hervor. Sie arbeitete klavierpädagogisch gerne und oft mit Kindern. In Gedenken an Serafima Mogilewskaja wird seit 2018 im Rahmen der Veranstaltung „Odessa Classics“ jährlich der Kinderklavierwettbewerb Serafima Mogilewskaja durchgeführt.
Die meiste Zeit ihres Lebens verbrachte Serafima Mogilewskaja als Musikpädagogin in ihrer Heimatstadt Odessa. Nach dem Tod ihres Mannes ließ sie sich in den frühen 1980er Jahren zunächst in Moskau nieder. Die letzte Phase ihres Lebens ab 1995 verbrachte und unterrichtete (!) sie dann in Köln, mit Vorliebe Kinder. Ihr Sohn Jewgeni Mogilewski äußerte sich 2008 in folgender Weise über seine Mutter: „Meine Mutter Serafima Leonidowna Mogilewskaja ist wirklich eine außergewöhnliche Frau. Mit 93 Jahren findet sie ständig talentierte Kinder und Jugendliche, mit denen sie kostenlos zusammenarbeitet. Sogar jetzt hat sie tatsächlich eine wirklich ernsthafte Klavierschule. Hier unterrichtet meine Mutter Kinder nicht nur so, wie die besten Professoren sie unterrichtet haben, sondern auch nach ihrem ureigenen Ansatz.“

## Buchveröffentlichung
- Мысли о музыке и о себе („Gedanken über Musik und mich“), Издательство Вернера Регена, 2010, ISBN 978-5-903070-32-9.